# أنا رقم أربعة (فلم)
أنا رقم أربعة  (بالإنجليزية: I Am Number Four) هو فيلم حركة تم إنتاجه في الولايات المتحدة وصدر في سنة 2011. الفيلم من إخراج د. ج. كاروسو من بطولة أليكس بيتيفر وتيموثي أوليفانت وتيريزا بالمر وديانا أغرون وكيفن دوراند.

## القصة
جون مراهق شاب من كوكب آخر يمتلك قوى خارقة ، يحاول أن يخفيها عن جميع من حوله منعاً للمصير الذي لاقاه ثلاثة من الأبطال الخارقين قبله ، وبعد وقوعه في حب «سارة» فإنه يحاول تجنب الوقوع في أن يكون البطل الرابع الذي يُهزم بدلاً من أن يكون الرابع الذي انتصر الا ان الاشرار الذين يحاولون قتله ينجحون في إيجاده أثناء تواجده في بيت سارة التي اخبرها عن حقيقته فيقومون بالهرب إلى المدرسة حيث ينضم إليه صديقه و كدا الرقم ستة (تيريزا بالمر) وكدا كلب جون الذي يتحول إلى وحش ضخم لمحاربة الوحوش التي قام الاشرار باطلاقها عليهم و بعد دلك يحتدم القتال بينهم فينجح جون في التخلص من الاشرار و القضاء عليهم.
وفي نهاية الفلم يودع جون حبيبته سارة وينطلق رفقة صديقه و كلبه و الرقم ستة (تيريزا بالمر) باتجاه الغرب للبحث عن الابطال الاخرين.

## طاقم التمثيل
اليكس بيتيفر بدور جون سميث / الرقم أربعة / دانيال جونيس
تيموثي أوليفانت بدور هنري
تيريزا بالمر بدور الرقم ستة
ديانا اغرون بدور سارة هارت
كيفن دوراند بدور مغادوريان كومندر

## الميزانية والإيرادات
بلغت تكلفة إنتاج الفيلم حوالي 50 مليون دولار بينما حقق أرباحا تقدر بـ 149,878,437 دولار.

## وصلات خارجية
- مقالات تستعمل روابط فنية بلا صلة مع ويكي بيانات